# Sinc函数

在同一尺度上的归一化 sinc 函数（蓝色）与非归一化 sinc 函数（红色）

sinc函数（英語：sinc function）是一種函數，在不同的領域它有不同的定義。數學家們用符號 {\displaystyle \mathrm {sinc} (x)\,} 表示這種函數。
sinc函数可以被定義为归一化的或者非归一化的，不過兩種函數都是正弦函数和单调的递减函数 1/x的乘积：
1. 在和通信理论中，人們把归一化sinc函数定义为
對於所有x ≠ 0，{\displaystyle \mathrm {sinc} (x)={\frac {\sin(\pi x)}{\pi x}}}
2. 在数学领域中，人們以前使用的非归一化sinc函数 （for sinus cardinalis）被定义为
對於所有x ≠ 0， {\displaystyle \mathrm {sinc} (x)={\frac {\sin(x)}{x}}}

在这两种情况下，當x=0時sinc函数的值被定义为以下的極限值，因此 sinc 函数是处处可解析的。
對於任何實數 a ≠ 0，{\displaystyle \operatorname {sinc} (0):=\lim _{x\to 0}{\frac {\sin(ax)}{ax}}=1}
非归一化sinc函数等同于归一化sinc函数，只是它的变量中没有放大系数 π 。

## 属性

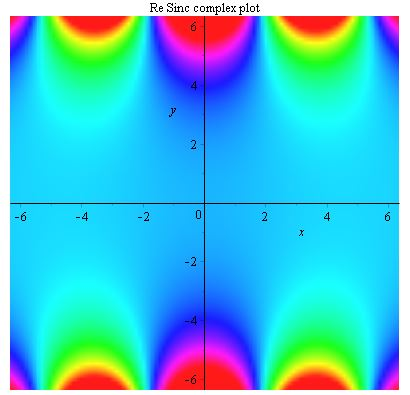
Re Sinc complex plot

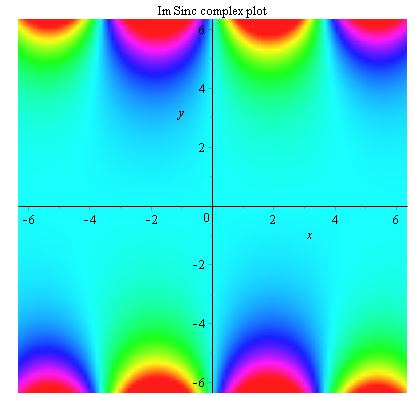
Im Sinc complex plot

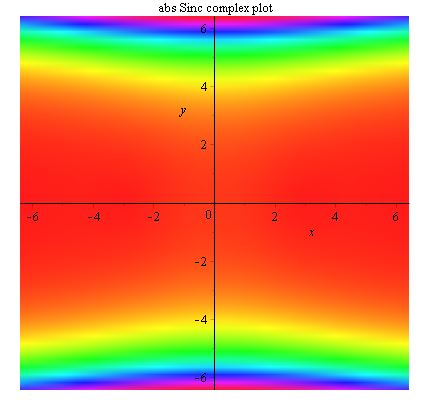
Abs Sinc complex plot

归一化 sinc 函数的特性使得它在插值与带限函数中得到理想应用：
- 对于 {\displaystyle k\neq 0\,} 与 {\displaystyle k\in \mathbb {Z} \,}（整数），{\displaystyle \mathrm {sinc} (0)=1\,} 和  {\displaystyle \mathrm {sinc} (k)=0\,}；也就是说，它是一个插值函数。
- 函数 {\displaystyle x_{k}(t)=\mathrm {sinc} (t-k)\ } 在函数空间 {\displaystyle L^{2}(\mathbb {R} )} 形成一个带限函数的正交基，它的最大角频率是 {\displaystyle \omega _{\mathrm {H} }=\pi \,} ，也就是说最大的循环频率是 {\displaystyle f_{\mathrm {H} }=1/2\,}。

这两个 sinc 函数的其它特性包括：
- 非归一化 sinc 函数 {\displaystyle {\begin{matrix}{\frac {\sin(x)}{x}}\end{matrix}}\,}；对应于它与余弦函数的交点。也就是说，如果 {\displaystyle {\begin{matrix}{\frac {\sin(x)}{x}}\end{matrix}}\,} 的导数是 0 ，即在 {\displaystyle x=a\,} 有极值，那么  {\displaystyle {\begin{matrix}{\frac {\sin(a)}{a}}\end{matrix}}=\cos(a)\,} 。
- 非归一化 sinc 是第一类零阶球贝塞尔函数{\displaystyle j_{0}(x)={\begin{matrix}{\frac {\sin(x)}{x}}\end{matrix}}\,}。归一化 sinc 是 {\displaystyle j_{0}(\pi x)\,}。
- 非归一化 sinc 的过零点是 {\displaystyle \pi \,} 的非零倍数；归一化 sinc 函数  {\displaystyle \mathrm {sinc} (x)={\begin{matrix}{\frac {\sin(\pi x)}{\pi x}}\end{matrix}}\,}   的过零点出现在非零整数。
- 归一化 sinc 函数  {\displaystyle \mathrm {sinc} (x)={\begin{matrix}{\frac {\sin(\pi x)}{\pi x}}\end{matrix}}\,}   的对于普通频率的连续傅里叶变换是  {\displaystyle \mathrm {rect} (f)\,}。

{\displaystyle \int _{-\infty }^{\infty }\mathrm {sinc} (t)\,e^{-2\pi ift}dt=\mathrm {rect} (f)},
其中矩形函数在 –1/2 到 1/2 之间值为 1，在其它区域值为 0。
- 积分

{\displaystyle \int _{-\infty }^{\infty }{\begin{matrix}{\frac {\sin(\pi x)}{\pi x}}\end{matrix}}\,dx=1}
是广义积分。因为：
{\displaystyle \int _{-\infty }^{\infty }\left|{\begin{matrix}{\frac {\sin(\pi x)}{\pi x}}\end{matrix}}\right|\ dx=\infty \,}
所以它不是勒貝格積分。
- {\displaystyle \mathrm {sinc} (x)={\frac {\sin \pi x}{\pi x}}=\prod _{n=1}^{\infty }\left(1-{\frac {x^{2}}{n^{2}}}\right)}
- {\displaystyle \mathrm {sinc} (x)={\frac {\sin \pi x}{\pi x}}={\frac {1}{\Gamma (1+x)\Gamma (1-x)}}={\frac {1}{x!(-x)!}}}

其中 {\displaystyle \Gamma (x)} 是 Γ函数。

## 与狄拉克δ分布的关系
尽管不是分布，归一化 sinc 函数也可以作为 nascent δ函数（参见狄拉克δ函数）使用。
归一化 sinc 函数通过下式与δ分布 δ(x) 发生联系
{\displaystyle \lim _{a\rightarrow 0}{\frac {1}{a}}{\textrm {sinc}}(x/a)=\delta (x).}
由于等式左侧并不收敛，所以这不是普通的 limit，而是说明对于任意的緊支撐平滑函数 {\displaystyle \varphi (x)} 有
{\displaystyle \lim _{a\rightarrow 0}\int _{-\infty }^{\infty }{\frac {1}{a}}{\textrm {sinc}}(x/a)\varphi (x)\,dx=\int _{-\infty }^{\infty }\delta (x)\varphi (x)\,dx=\varphi (0),}
在上面的表达式中，随着 a 趋近于 0，sinc 函数每个单元长度上的振动次数趋近于无限，然而不管 a 是什么值，这个表示通常在 ±1/(πx) 内振动。这与 δ(x) 的非正式表示有所矛盾，δ(x) 除了 x=0 之外其它 x 上的值都是 0，这表明了将δ函数作为函数而不是分布带来的问题。在吉布斯现象（Gibbs phenomenon）中也有类似的状况。